# Bejmat
Les bejmat sont des gâteaux secs marocains, originaires de la ville de Fès, préparés avec des qrachel vieillis. Les qrachel sont découpés en morceaux et dorés au four.